# 남으로 창을 내겠소
남으로 창을 내겠소(南으로 窓을 내겠소)는 시인 김상용의 1939년 시이다. 1943년 2월 '文章' 2호에 발표되었다. 이 시에는 너그럽게 자연을 즐기고 이웃을 사랑하고 살고픈 마음이 드러난다.

## 유사성
이 시의 마지막 구절 '왜 사냐건 웃지요'는 중국의 시선으로 불리는 이백의 산중문답의 "그대 왜 산 속에 사느냐고 묻지만, 나 웃을 뿐 대답 않으나 내 마음 한가로워"라는 구절과 유사성이 있다.